# Retrato de un hombre (Rembrandt, Nueva York)
Retrato de un hombre es una pintura al óleo datada alrededor de 1657 y realizada por Rembrandt. Se trata de un retrato de un hombre común, y se encuentra en la colección del Museo Metropolitano de Arte de Nueva York.

## Descripción
Esta pintura entró a formar parte de la colección del museo a través del legado de Henry G. Marquand.
Fue documentada por Hofstede de Groot en 1914, con esta descripción; 

"753. UN HOMBRE PÁLIDO CON EL PELO OSCURO LARGO. Bode 222;  Dut 339;  Wb 209; B.-HdG 495. Cerca de cuarenta años con medio cuerpo de tamaño natural. Vista casi toda la cara, mirando directamente al espectador, su mano izquierda está metida en su manto negro, que le envuelve la figura. Lleva un gran cuello liso y ajustado con borlas, y un alto sombrero negro de ala ancha. Tiene un ligero bigote, parcialmente afeitado y ojos oscuros. La luz viene desde la izquierda hacia el lado derecho de la cara y el cuello, el fondo está iluminado desde su izquierda. Firmado y con fecha de 1664; lienzo, 31 1/2 pulgadas por 25 pulgadas. Mencionado por Bode, pp 531, 588; Dutuit, p 46; Michel, p 442. Expuesto en la colección Hudson-Fulton del Museo Metropolitano de Arte, Nueva York, 1909, N ° 107; en la colección del marqués de Lansdowne, Londres, 1883. en la colección de HG Marquand, Nueva York; donado por él en 1890 para el Museo ".

A pesar de una extensa investigación, el modelo y anteriores propietarios de esta pintura son desconocidos. Un examen ha demostrado que la fecha que da Hofstede de Groot había desaparecido por la década de 1950 y el estado general de la pintura está bastante desgastado. El sombreado de los ojos bajo un sombrero son característicos de la obra de Rembrandt en la década de 1650.